# 水堀頭 (臺中市)
水堀頭，是臺灣臺中市西屯區的一個傳統地域名稱，位於該區西部。相較於今日行政區，其範圍大致包括永安里、福安里、福雅里、福林里、福瑞里、福聯里、福和里、福中里、福恩里不含西南端。

## 歷史
台灣清治末期至日治初期，水堀頭地區為一街庄，稱為「水堀頭庄」，隸屬於捒東下堡。該庄西北與新庄仔庄、南勢坑庄為鄰，東北與林厝庄、八張犁庄為鄰，東南邊為西大墩街、潮洋庄，西南邊為馬龍潭庄、下七張犁庄。
1901年（日治明治三十四年）11月，全台廢縣廳改設二十廳，該庄隸屬於臺中廳。1903年（明治三十六年）6月，該庄編入「西大墩區」，隸屬於臺中廳。1909年（明治四十二年）10月，合併二十廳為十二廳，西大墩區隸屬不變。1920年（大正九年），全台地方制度大改正，廢十二廳改設五州二廳，該庄改制為「水堀頭」大字，隸屬於臺中州大屯郡西屯庄。
改由中華民國統治後，西屯庄改制為西屯鄉，隸屬於臺中縣，大字亦改制為村。1947年2月，西屯鄉併入臺中市改稱西屯區，村亦改制為里。1950年10月，中、彰、投分治，西屯區仍隸屬臺中市。2010年12月，臺中縣市合併為直轄臺中市，西屯區隸屬不變。

## 聚落
本地區發展較早的聚落有紅瓦厝仔、江西厝、水堀頭、田中央等，在日治期初期的官方地圖上已有記載。此外，本地區尚有牛頭頂、坪頂、國安社區、榮總宿舍、懷恩別墅、福園別墅等聚落。

## 交通
國道1號又稱「中山高速公路」，是台灣西部兩條縱向高速公路之一，大致以北北東—南南西走向蜿蜒經過水堀頭地區東南端，並於邊界處與省道台12線交會口設有臺中交流道。由此可快速前往國道1號沿線各地。
省道台12線（台灣大道五段～四段）是梧棲港至台鐵台中車站的平面幹道，大致以西北西—東南東走向轉西南西—東北東走向再轉西北西—東南東走向經過本地區西南部邊界地帶、中部及東南部，並於東南部邊界處與國道1號交會口設有臺中交流道。由該道路向西北西可前往龍井東北端、沙鹿、梧棲並止於省道台17線路口，向東南東可前往西屯市區、台中市區並止於台鐵台中車站前。
市道125號（福雅路、安林路、安和路）是大雅至鳥日區成功的道路，大致以北北東—南南西走向轉北北西—南南東走向再轉北北東—南南西走向蜿蜒經過本地區東南部。由該道路向北北東可前往林厝、下橫山、大雅市區並止於省道台1乙線路口，向南南西可前往南屯、烏日並止於省道台1乙線另一路口。

## 學校
- 東海大學
- 宜寧中學
- 東大附中
- 安和國中
- 國安國小
- 永安國小

## 產業
- 臺中世界貿易中心

## 醫療機構
- 臺中榮民總醫院